# 333040 Dalehowell
333040 Dalehowell è un asteroide della fascia principale. Scoperto nel 2006, presenta un'orbita caratterizzata da un semiasse maggiore pari a 2,404605 UA e da un'eccentricità di 0,253589, inclinata di 5,247082° rispetto all'eclittica.